# Dustin Ortiz
Dustin S. Ortiz, född 25 december 1988 i Goshen, är en amerikansk MMA-utövare som 2013–2019 tävlade i organisationen Ultimate Fighting Championship och sedan 2020 tävlar i Brave Combat Federation.